# Pargeva I Amatúnio
Pargeva I Amatúnio (em latim: Pargeva; em armênio: Պարգև; romaniz.: Pargev) foi um nobre armênio (nacarar) do século IV, membro da família Amatúnio, ativo durante o reinado de Ársaces II (r. 350–368).

## Nome
Pargeva é a forma latinizada do armênio Pargueve (Պարգև, Pargev), que derivou do substantivo comum pargev (պարգև), "presente".
A parentela de Pargeva é desconhecida, mas se sabe que pertencia à família Amatúnio. Nina Garsoïan propôs que deva ter sucedido Carano como naapetes (chefe) de sua família, o que implica que fossem pai e filho. A autora ainda considerou que não deva ser confundido com o homônimo que esteve ativo no fim do século IV, como proposto por Ferdinand Justi, pois o tempo no qual estiveram ativos é muito distante para que possa pensar que se trata da mesma pessoa. Em 353, segundo Fausto, o Bizantino, foi um dos nobres responsáveis pela escolta de Narses para Cesareia Mázaca, onde seria consagrado católico do Reino da Armênia.